# La Presa, Arteaga
La Presa är en ort i Mexiko.   Den ligger i kommunen Arteaga och delstaten Coahuila, i den centrala delen av landet, 700 km norr om huvudstaden Mexico City. La Presa ligger 2 131 meter över havet och antalet invånare är 179.
Terrängen runt La Presa är varierad. Runt La Presa är det glesbefolkat, med 9 invånare per kvadratkilometer. Närmaste större samhälle är Arteaga, 16,7 km nordväst om La Presa. Omgivningarna runt La Presa är i huvudsak ett öppet busklandskap.